# 四月の恋
『四月の恋』（しがつのこい、英: April Love）は、イギリスの画家アーサー・ヒューズによる絵画である。1855年から1856年にかけて製作された。1856年にロイヤル・アカデミー・オブ・アーツ展で展示され、詩人、デザイナーのウィリアム・モリスによって購入された。モリスの没後、ロンドンのテート・ブリテンの所有となった。

## 概説
この作品を描いた時、ヒューズは23歳であった。ヒューズはジョン・エヴァレット・ミレーらのラファエル前派友愛同盟（Pre-Raphaelite Brotherhood）の正式メンバーではなかったが、ミレーに才能を認められ、「ラファエル前派」の一人として受け入れられた。
『四月の恋』は、ラファエル前派と共通する特徴的な雰囲気を持つ作品で、恋愛のはかなさを象徴する散った花を見つめている女性と、その陰にほとんど隠れて見えない恋人が描かれている。
この作品を1856年のロイヤル・アカデミー・オブ・アーツ展に出展するときに、ヒューズは作品にアルフレッド・テニスンの恋愛に関する長編詩『粉屋の娘』（"The Miller's Daughter"）から、恋愛にとまどう若い女性の気持ちを表す数行を抜き出し展示に添えた。
Love is hurt with jar and fret,
Love is made a vague regret,
Eyes with idle tears are set,
Idle habit links us yet;
What is Love? For we forget.
Ah no, no.
また、展示会の講評で、有名な評論家のジョン・ラスキンから賞賛された。ラスキンは父親に絵を購入するように勧めたが、その前にヒューズは有名なデザイナーのウィリアム・モリスにこの絵を売った。 モリスの死後、テート・ギャラリーに収蔵された。
この作品の女性のモデルをつとめたのは、ヒューズが1855年に結婚したトライフェナ・フォード(Tryphena Ford)で、義父の知り合いの庭園で描かれた。

## 類似の作品
「四月の恋」は鮮やかなブルーのドレスを着た若い女性の姿が印象的な作品である。アーサー・ヒューズは1850年代に同様な印象の作品をいくつか描いた。

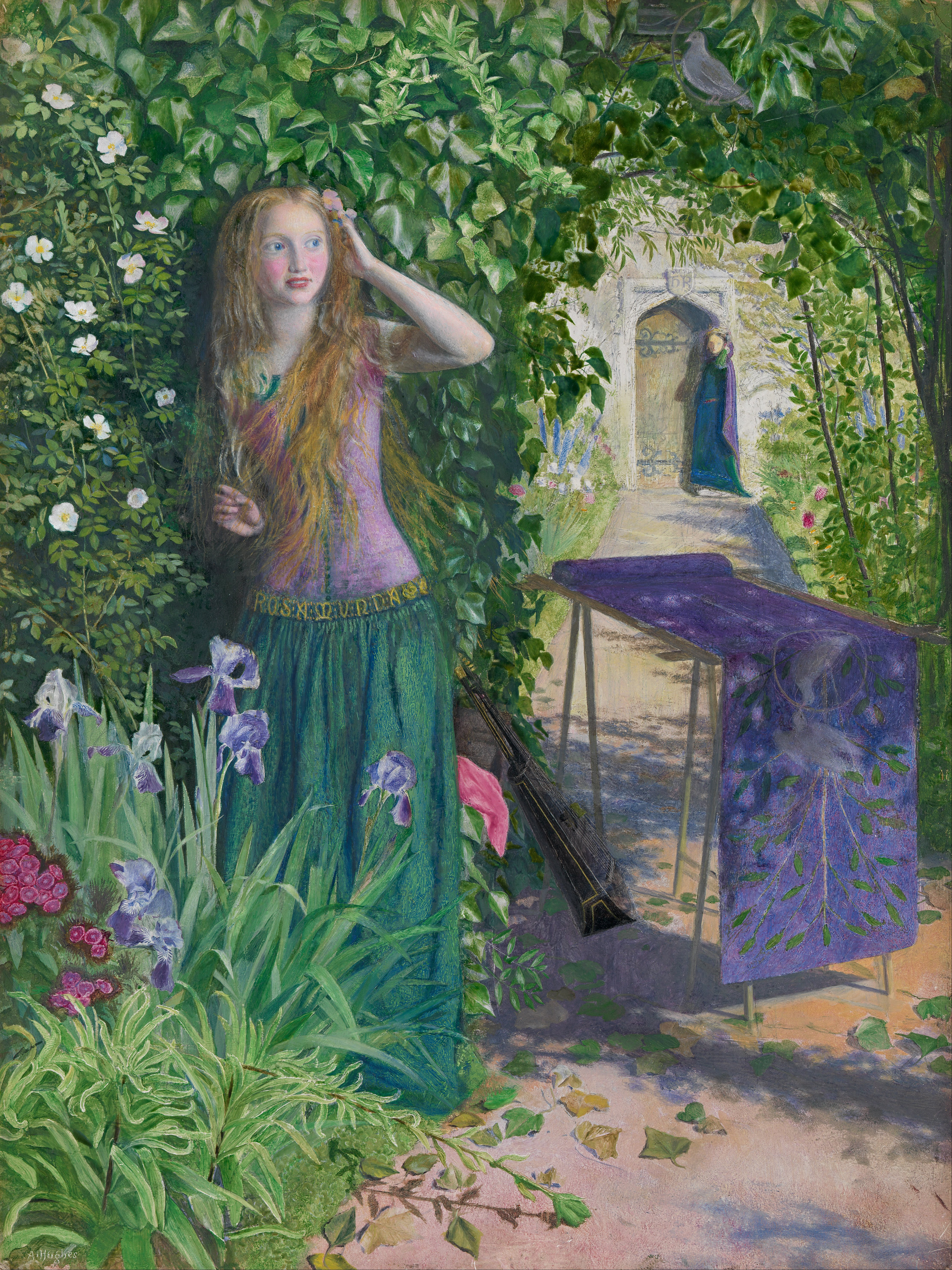
Fair Rosamund, 1854
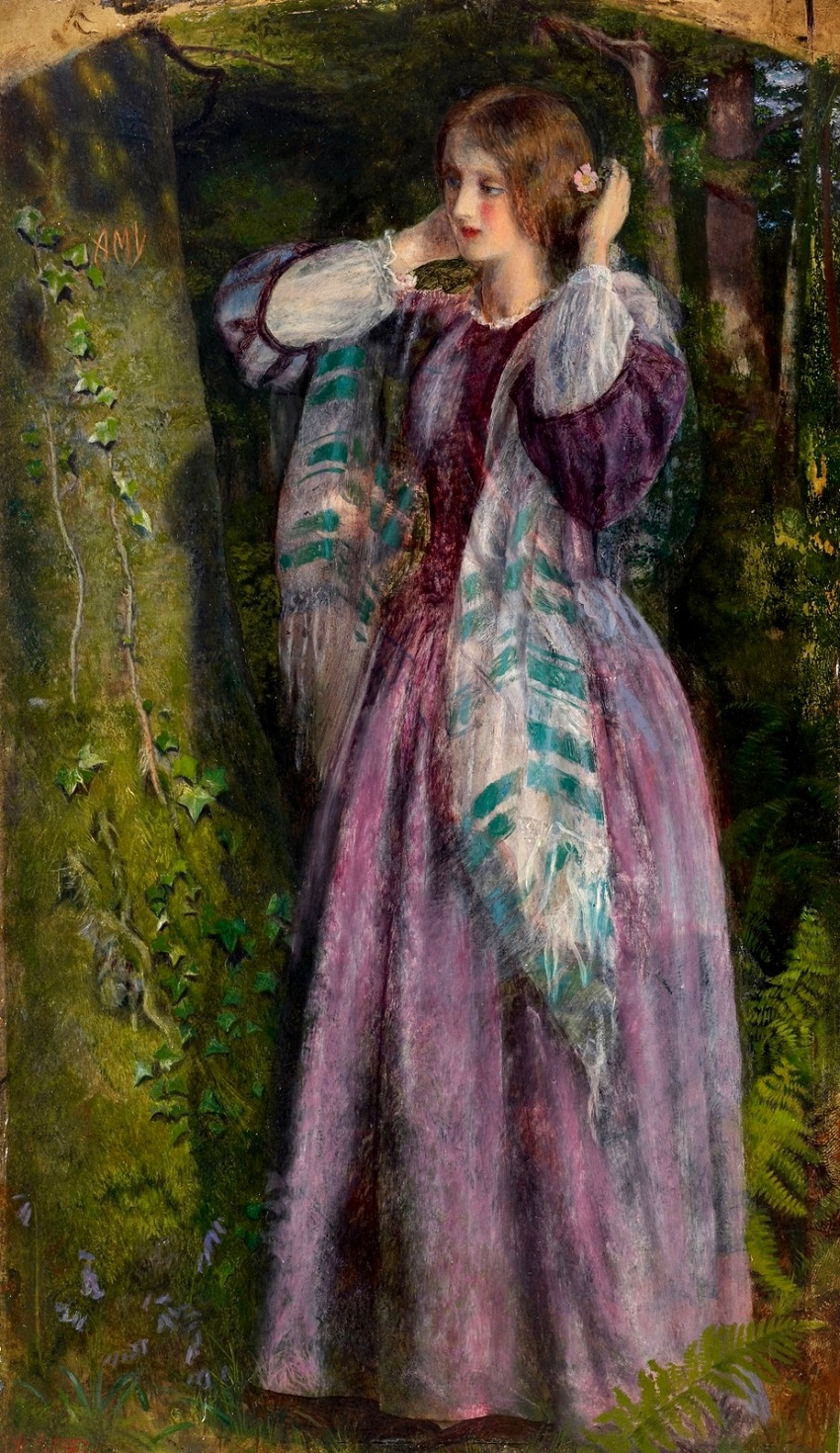
Amy, 1854
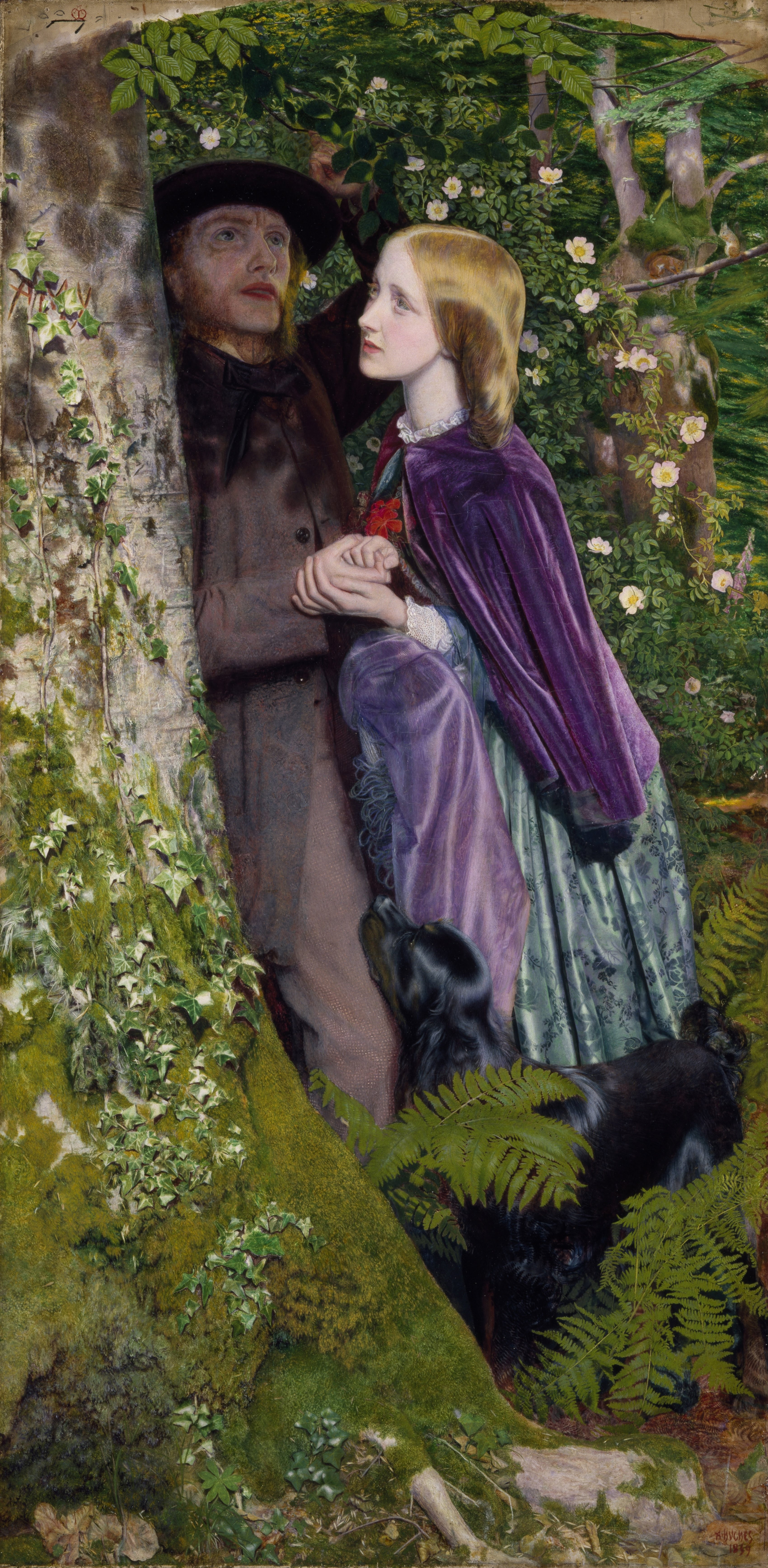
The Long Engagement, 1859